# Клонувек-Кольонія
Клонувек-Кольонія (пол. Kłonówek-Kolonia) — село в Польщі, у гміні Гузд Радомського повіту Мазовецького воєводства.